# Гасперская, Елена Станиславовна
Еле́на Станисла́вовна Гаспе́рская (пол. Helena Gasperska-Krygier) (26 января 1899, Калуга — 27 июня 1969, Варшава) — российская и польская революционерка, журналистка, участница «правой оппозиции» в СССР.

## Биография
Из польской семьи. Отец — Станислав Кригер, землемер, метрдотель (? — 1933, Москва). Мать — Людвика Кригер. С 1902 г. семья жила в Москве. Муж — Дмитрий Петрович Марецкий, ближайший соратник и биограф Н. Бухарина. Сын Александр.
Окончила гимназию в Москве. С 1918 г. работала в коммунистических учреждениях, ориентированных на подготовку революции в Польше (Комиссариат по польским делам, Польский Архив при ЦК РКП(б), Центральное Бюро коммунистических организаций оккупированных областей). Член РКП(б) с 1919 г., в редакции коммунистической газеты «Молот», заместитель заведующего библиотекой в рабочем клубе в Вильне. В апреле 1919 г. после вхождения города в состав Польши была арестована, отправлена в концентрационный лагерь в Домбе (Dąbiu) под Краковом. В марте 1920 г. состоялся обмен политзаключенными между Польшей и Россией, Кригер прибыла в Москву. Работала секретарем Софьи Дзержинской в Отделе национальных меньшинств в Народном комиссариате просвещения, во время советско-польской войны — в Польском Революционном комитете в Белостоке, Гродно, Ковно, Минске. С сентября 1920 г. под именем Елены Гасперской в Данциге и Берлине как агент Коммунистической партии Польши, в издательстве и редакции партийного журнала «Nowy Przeglad». Была шифровальщицей, связной. Партийная кличка — Хеленка. С 1923 г. в советском посольстве в Берлине.

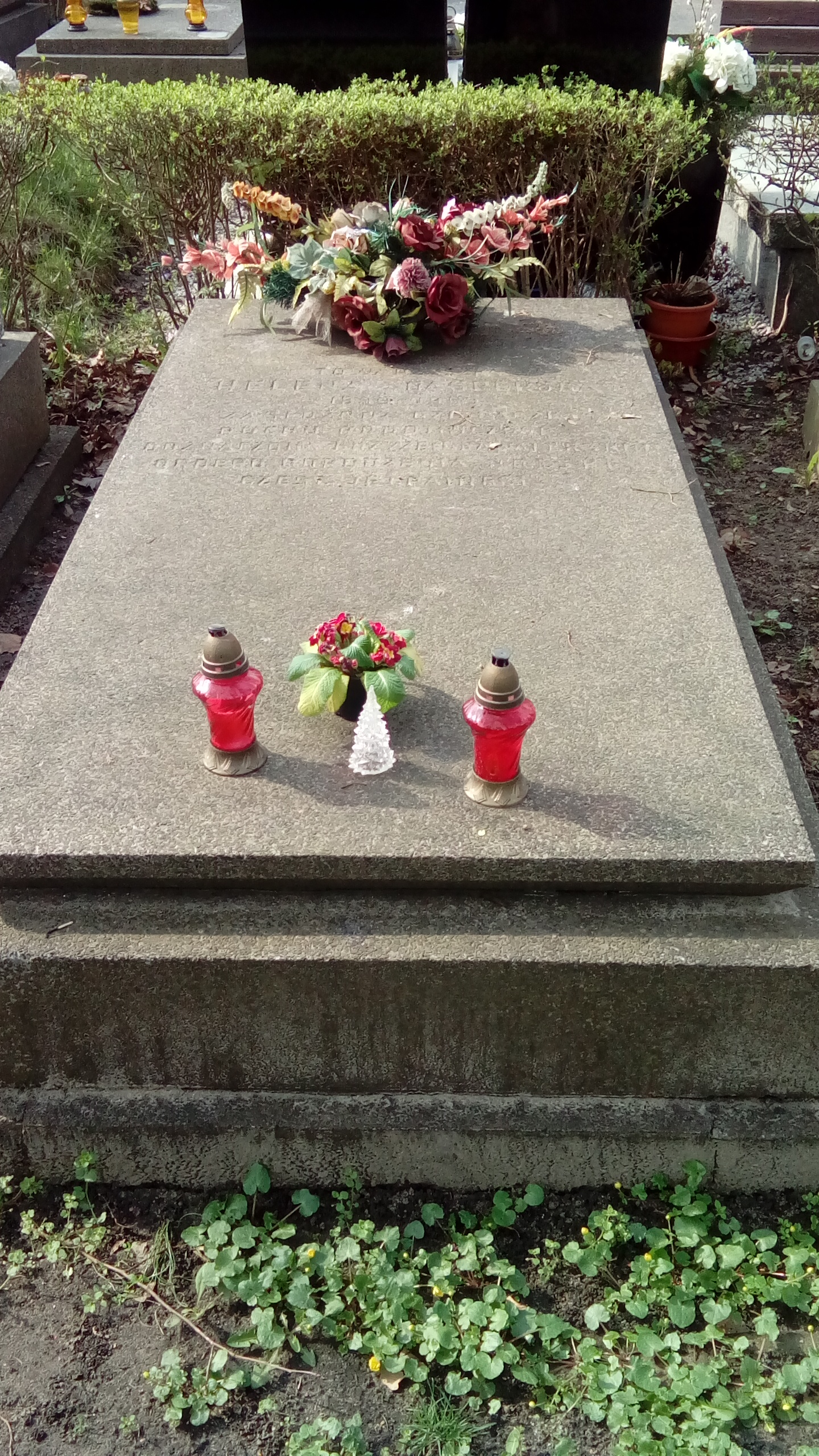
Могила на Повонзском военном кладбище

В 1923 г. вернулась в Москву. Работала в Наркомате иностранных дел в Москве. В 1925—1927 гг. училась заочно в Коммунистическом университете имени Я. М. Свердлова. С 1925 г. в польской секции Исполкома Коминтерна, секретарь сектора международных связей Коминтерна.
В конце 1920-х — начале 1930-х гг. работала в антисталинской оппозиции, разделяла взгляды Н. Бухарина. Арестована 18 февраля 1933 г. по обвинению в участии в группе А. Слепкова. Коллегия ОГПУ, рассмотрев 16 апреля 1933 г. сфальсифицированные материалы, приговорила её к лишению свободы по обвинениям в участии в «контрреволюционной организации правых, ставившей своей целью активную борьбу с Советской властью и восстановление капиталистического строя в СССР», в проведении «активной контрреволюционной деятельности и контрреволюционной агитации, направленной в интересах международной буржуазии». До 1936 г. находилась в заключении в Суздальском политизоляторе, затем сослана в Архангельск. В 1937 г. была арестована и приговорена к 5 годам заключения, отбывала срок в Магадане. Вышла на свободу в 1947 (или 1946) г. Жила в Александрове. В 1949 г. перебралась к сыну в Москву. Работала в кустарных артелях и кооперативах.
Реабилитирована в 1956 г. В июле 1957 г. уехала в Польшу. Похоронена в Варшаве на военном кладбище в Повонзках.
В 1989 (или ранее, в 1956) г. восстановлена в КПСС.

## Награды
- Кавалерский Крест Ордена Возрождения.
- Орден Красного Знамени.